# 48e régiment d'infanterie (France)
Le 48e régiment d'infanterie (48e RI) est un régiment d'infanterie de l'Armée de terre française créé sous la Révolution à partir du régiment d'Artois, un régiment français d'Ancien Régime.

## Création et différentes dénominations
- 1er janvier 1791 : Tous les régiments prennent un nom composé du nom de leur arme avec un numéro d’ordre donné selon leur ancienneté. Le régiment d'Artois devient le 16e régiment d'infanterie de ligne ci-devant Artois[1].
- 1793 : Amalgamé il prend le nom de 48e demi-brigade de première formation
- 1796 : Création de la 48e demi-brigade de deuxième formation
- 1803 : Renommé 48e régiment d'infanterie de ligne
- 16 juillet 1815 : comme l'ensemble de l'armée napoléonienne, il est licencié à la Seconde Restauration
- 11 août 1815 : création de la légion du Loiret
- 1820 : La légion du Loiret est amalgamée et renommée 48e régiment d'infanterie de ligne.
- 1887 : 48e régiment d'infanterie
- 1940 : dissous
- 1945 : 48e régiment d'infanterie
- 1946 : dissous
- 1956 : 48e régiment d'infanterie
- 1958 : dissous
- 1971 : recréation en tant que régiment de réserve prévu en mobilisation et pratiquant l'auto-instruction, stationné à Guingamp. En cas d'activation, le peloton blindé du 64e régiment d'infanterie de Coëquidan, destiné à la formation des élèves-officiers et composé d'AML 60, d'AML 90 et de VAB, devenait l'Escadron blindé du 48e RI.
- Dissous le 12 juin 1998.

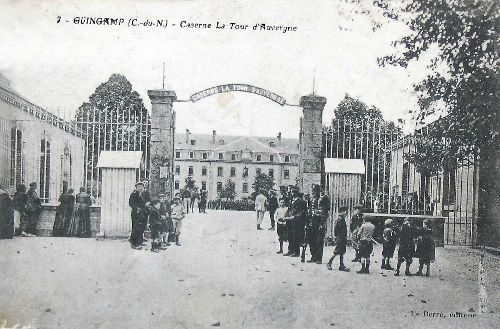
Caserne du 48e RI hier.
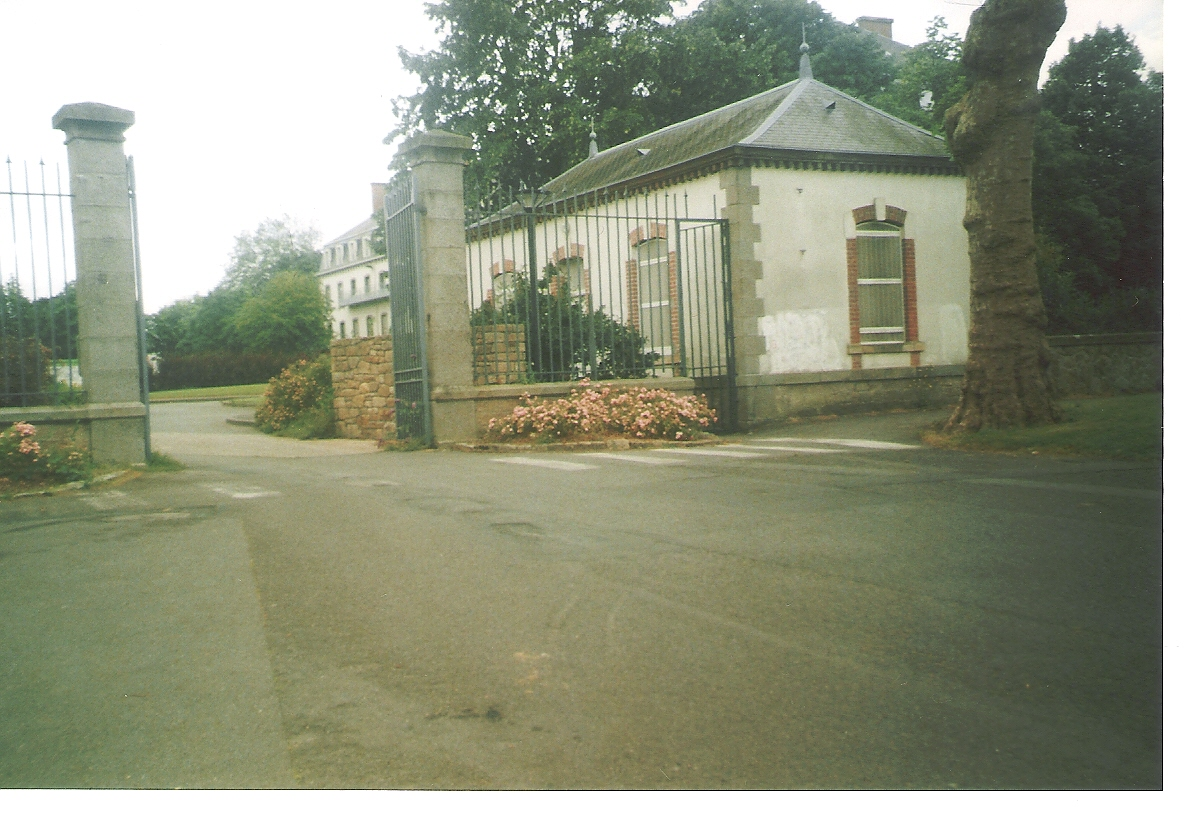
Caserne aujourd'hui.
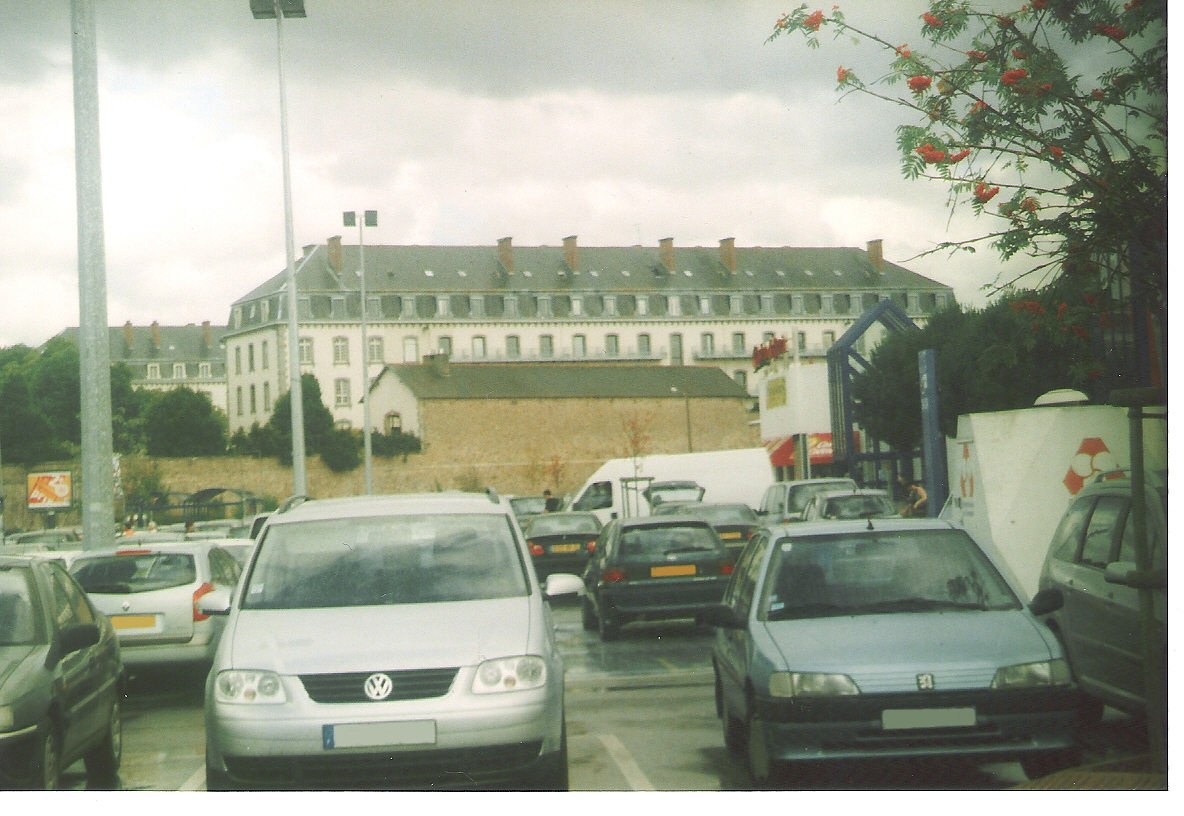
Les anciens bâtiments du 48e RI, maintenant l'université catholique de l'ouest Bretagne nord/ UCO.
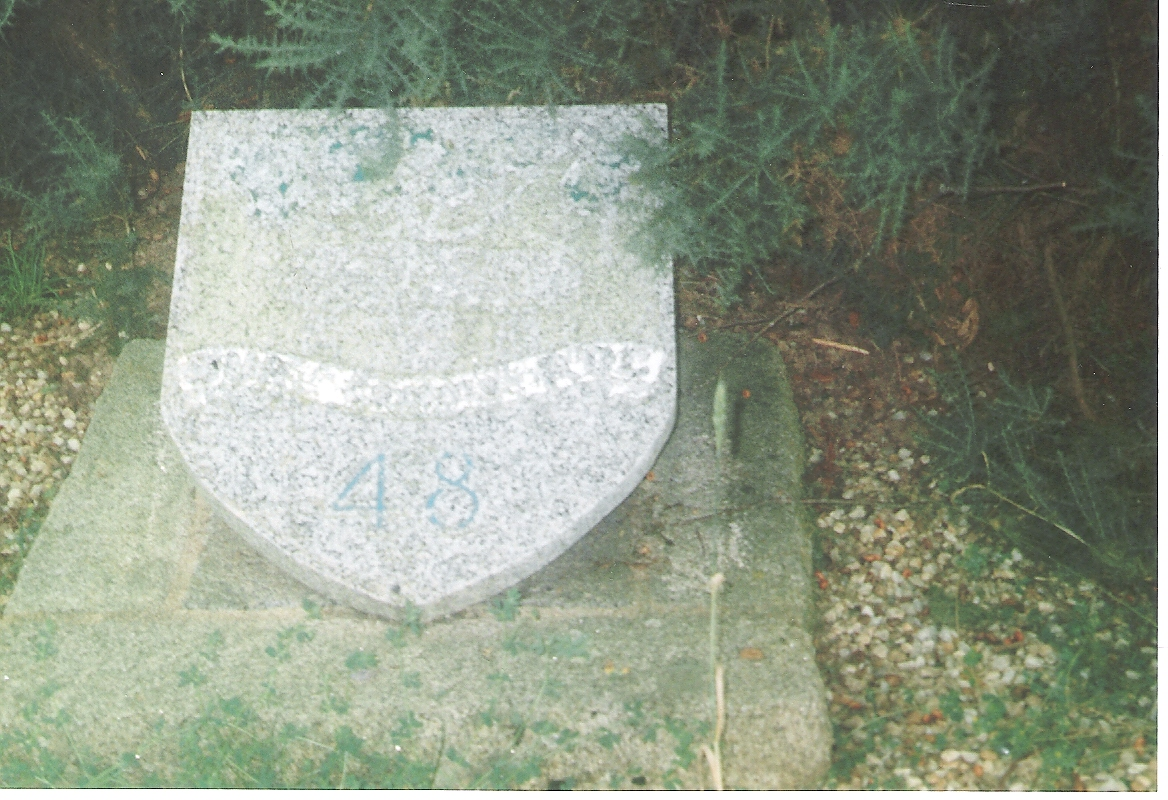
Insigne du 48e RI dur comme roc.
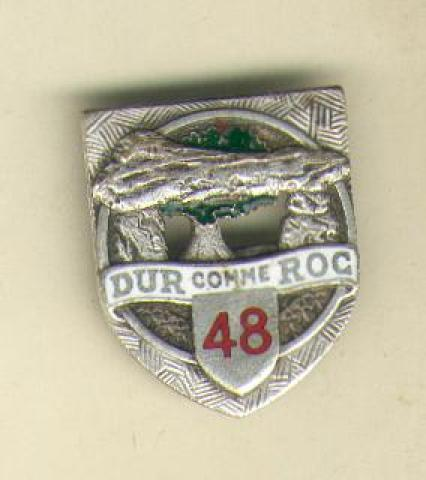
Insigne du 48e RI dur comme roc.

## Chefs de corps
- 25 juillet 1791 : Joseph Alexandre de Villeneuve-Tourette
- 21 octobre 1791 : Paul Louis Dargiot de La Ferrière
- 8 février 1793 : Edme Étienne Borne Desfourneaux
- 1794 : chef de brigade Antoine Arnaud
- 1803 : Pierre Joseph Cassinne
- 1805 : Joseph Barbanègre
- 1809 :  Joseph Groisne
- 1812 :  Pelet
- 1813 : Adrien Lamorial Jean Marie de Warenghien de Flory
- 1815 :  Pecaldy
- 1815 : Louis Jean-Baptiste Cornebize
- 1817 : colonel de Loridant
- 1830 : colonel Charlet
- 1833 : colonel Rambaud
- 1840 : colonel Leblond
- 1842 : colonel Regnaud
- 1848 : colonel Lafond de Villiers
- 1853 : colonel Vidal de Lauzun
- 1856 : Toussaint Bazile Olivier
- 1863 :  colonel Chapizon
- 1864 : Alfred Chanzy
- 1868 : colonel Turnier
- 1868 : colonel Rogier
- 1870 : lieutenant-colonel Koch
- 1870 : lieutenant-colonel Bourrel
- 1871 : colonel Rogier
- 1875 : colonel Gerder
- 1879 : colonel Verrier
- 1882 : colonel de coulange
- 1887 : colonel d'Hugonneau de Boyart
- 1889 : colonel Brunet
- 1893 : colonel Malafosse
- 1900 : colonel Vermeil de Conchard
- 1908 : colonel Bailly
- 1913 : colonel de Flotte
- 1914 : lieutenant-colonel Edou
- 1914 : chef de bataillon Bouchard
- 1914 : lieutenant-colonel Sousselin
- 1915 : lieutenant-colonel Reynies
- 1916 : lieutenant-colonel Moineville
- 1917 : lieutenant-colonel Huet du Rotois
- 1917 : lieutenant-colonel Vanniére
- 1918 : lieutenant-colonel Imbert
- 1925 : colonel Detanger
- 1926 : colonel Guitton
- 1929 : colonel Rey
- 1930 : colonel Lacombe
- 1933 : colonel Monget
- 1936 : colonel Monniot
- 1938 : colonel Apillas
- 1940 : lieutenant-colonel de Rosmorduc
- 1945 : colonel Reymond
- 1945 : lieutenant-colonel de Franclieu
- 1945 : lieutenant-colonel de Stabenrath
- 1956 : chef de bataillon Le blanc
- ? : capitaine Riquier
- ? : chef de bataillon Mathey
- 1958 : chef de bataillon Pochat
- 1971 :colonel Archier
- 1976 : lieutenant-colonel Quemener
- 1979 : colonel Kermoal
- 1985 : colonel Turluer
- 1989 : colonel Le Picard
- 1992 : colonel Jarry
- 1955 :colonel Michel
- 12 juin 1998 dissolution du régiment.

## Historique des garnisons, combats et batailles

### Révolution française et Premier Empire

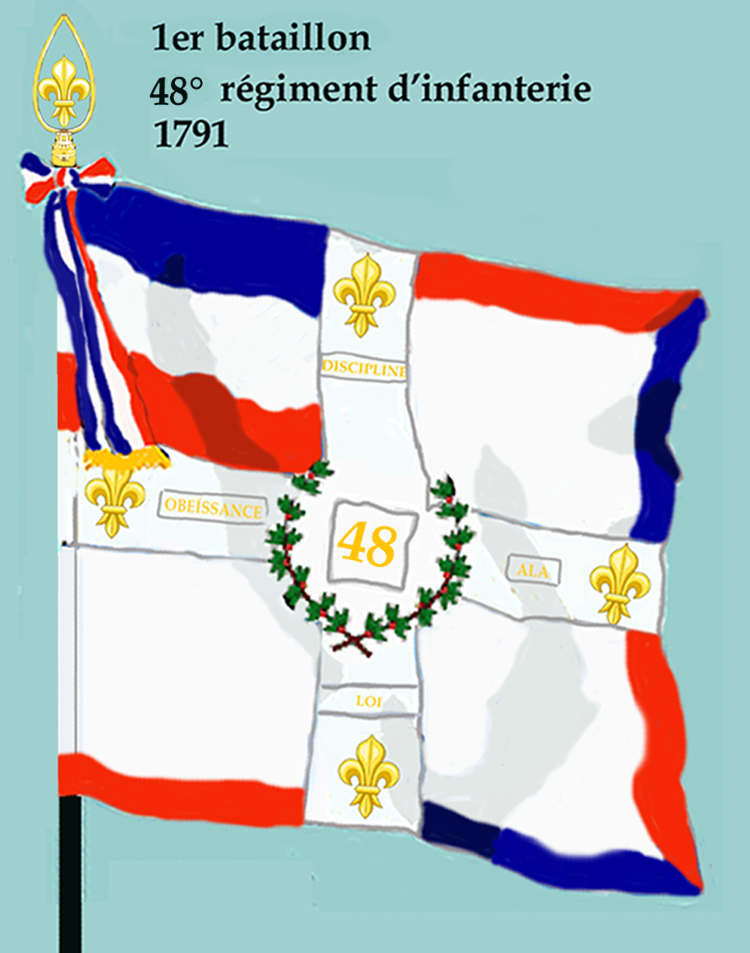
Drapeau du 1er bataillon du 48e régiment d'infanterie de ligne de 1791 à 1793
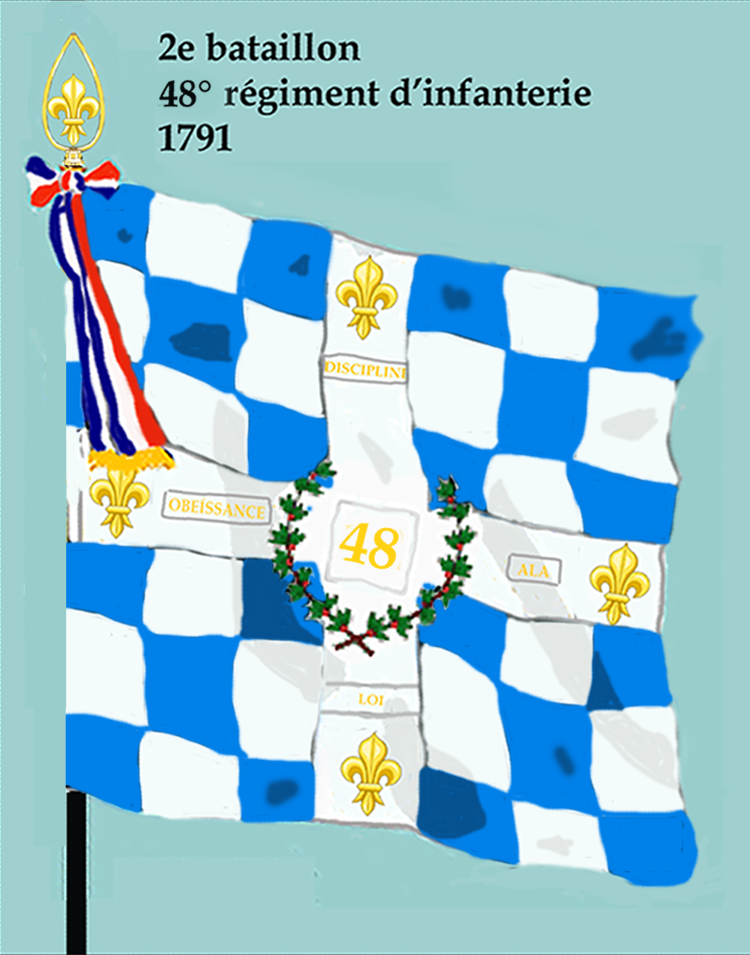
Drapeau du 2e bataillon du 48e régiment d'infanterie de ligne de 1791 à 1793

En janvier 1791, le 2e bataillon embarque à Brest pour Saint-Domingue et participer à stopper la Révolution haïtienne. En débarquant, ce bataillon ainsi que les 2e bataillons des 9e et 32e régiment d'infanterie se révoltèrent et allèrent rejoindre les soldats du régiment du Port-au-Prince qui s'étaient insurgés. 
Les 2e bataillons des 32e et 48e régiment d'infanterie furent supprimés,.
- 26 juin 1794 : le 1er bataillon est amalgamé dans la 95e demi-brigade de première formation
- le 2e bataillon, à Saint-Domingue depuis 1791, est incorporé à un régiment colonial

- Hollande : 1794-1795, Venloo - Amsterdam - Sambre-et-Meuse- Mayence - Dietz 1797.
- Hollande et Allemagne 1798 - 1799: Bergen - Alkmaar - Gastricum.
- Allemagne 1800 : Kizchberg - Hohenlinden - Ips - au combat de Kizchberg, le chef de bataillon Armand, à la tête de la 48e demi-brigade culbute trois bataillon et un régiment de cavalerie autrichiens, fait 1 000 prisonniers et enlève 8 pièces de canon.
- 2 décembre 1805 : Bataille d'Austerlitz
- 1805-1809 : Campagne d'Allemagne - 3e corps de la Grande Armée : 
  - Bataille d'Auerstaedt
  - Nasielsk
  - 8 février : bataille d'Eylau
  - Bataille d'Eckmuhl
  - Bataille de Wagram
  - Expédition de Walcheren
- Russie 1812 : 1er corps de la Grande Armée - La Moskova - Krasnoé - La Bérézina.
- Allemagne 1813 - 13e corps de la grande Armée - Elbe - siège de Hambourg.
- Belgique 1815 : bataille de Ligny.

Colonels tués ou blessés en commandant le régiment pendant cette période : à Krasnoé (Russie 1812), le colonel Pelet charge plusieurs fois les Russes à la tête de son régiment. Le bras fracassé d'un coup de biscaïen, il reste à cheval jusqu'au moment où, atteint aux deux jambes, il tombe et est emporté de force hors du champ de bataille par ses soldats.

### De 1830 à 1852
- 1830 : Une ordonnance du 18 septembre créé le 4e bataillon et porte le régiment, complet, à 3 000 hommes[4].
- Conquête française de l'Algérie (1830[5]-1844[6]) : Staoueli - Prise d'Alger - Mered - Boudouaou - Miliana - Taourgba - Ouarezzedin - Isly.
- Le régiment fait partie des troupes rassemblées sous le commandant du général Cavaignac pour réprimer les journées de Juin[7].

### Second Empire
- Amiens 1854
- 1854 : Guerre de Crimée, bataille de Bomarsund en mer Baltique[8]
- Par décret du 2 mai 1859 le 48e régiment d'infanterie de ligne fourni 1 compagnie pour former le 101e régiment d'infanterie de ligne.
- Périgueux en 1859-1860, Metz en 1862, Lyon en 1863
- Algérie 1864 - 1868. Il rejoint la division d'Alger en 1865[9] puis la division d'Oran de 1866 à 1868[10],[11].
- Marseille 1868

#### 1870-1871
- Au 1er août 1870, le 48e régiment d'infanterie de ligne fait partie de l'Armée du Rhin.

Avec le 2e régiment de tirailleurs algériens du colonel Suzzoni, le 48e forme la 2e Brigade aux ordres du général Lefebvre.
Cette 2e Brigade avec la 1re brigade du général L'Hériller, deux batteries de 4 et une de mitrailleuses, une compagnie du génie constituent la 3e division d’infanterie commandée par le général de division Raoult.
Cette division d'infanterie évolue au sein du 1er corps d'armée ayant pour commandant en chef le maréchal de Mac Mahon, duc de Magenta. (Bataille de Frœschwiller-Wœrth.)
Le 24 août 1870, le 4e bataillon du 48e de ligne forme le 25e régiment de marche.

### De 1871 à 1914
En mai 1871, le régiment a son dépôt à Dreux.
Le 1er octobre 1871, le 48e régiment de ligne fusionne avec le 48e régiment de marche.
En septembre 1873, le 48e régiment d'infanterie de ligne est rattaché à la 48e brigade de la 24e division d'infanterie (Angoulême).

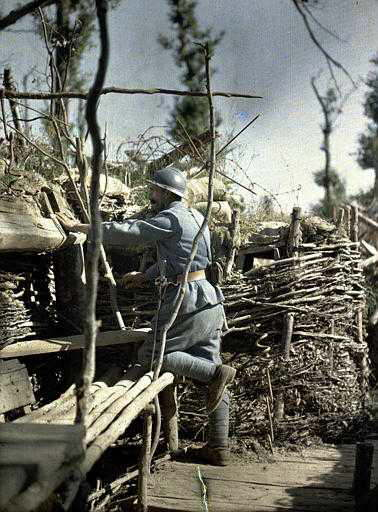
Soldat français, observateur à son poste.

- Tunisie 1881 - 1884 (1 bataillon)
- Madagascar 1895 - 1896

### Première Guerre mondiale
- 10e corps - 19e division - 37e brigade[14].
- Le 48e se mobilise le 2 août 1914

#### 1914
- 22 août : bataille de Charleroi : le régiment effectue une charge à la baïonnette. Son colonel, Louis de Flotte est tué lors de ce combat à Arsimont.
- 29-30 août : bataille de Guise : le régiment se bat corps à corps.
- 9 septembre : première bataille de la Marne : affaibli, le 48e est en deuxième ligne.
- 14-18 septembre : devant Reims : affaire de Prunay
- 21 septembre-2 octobre : course à la mer
- 4 octobre 1914 - fin juillet 1915 : offensive d'Artois

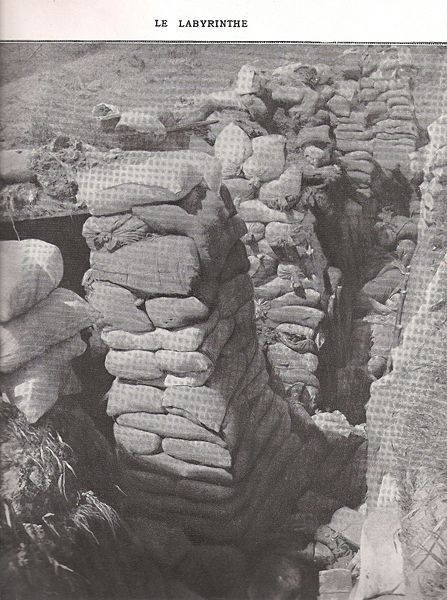
Un labyrinthe de tranchées en 1915. "Honneurs à nos morts".
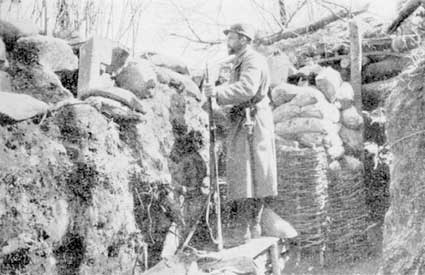
Un guetteur au Bois Foulon en 1914-1918.
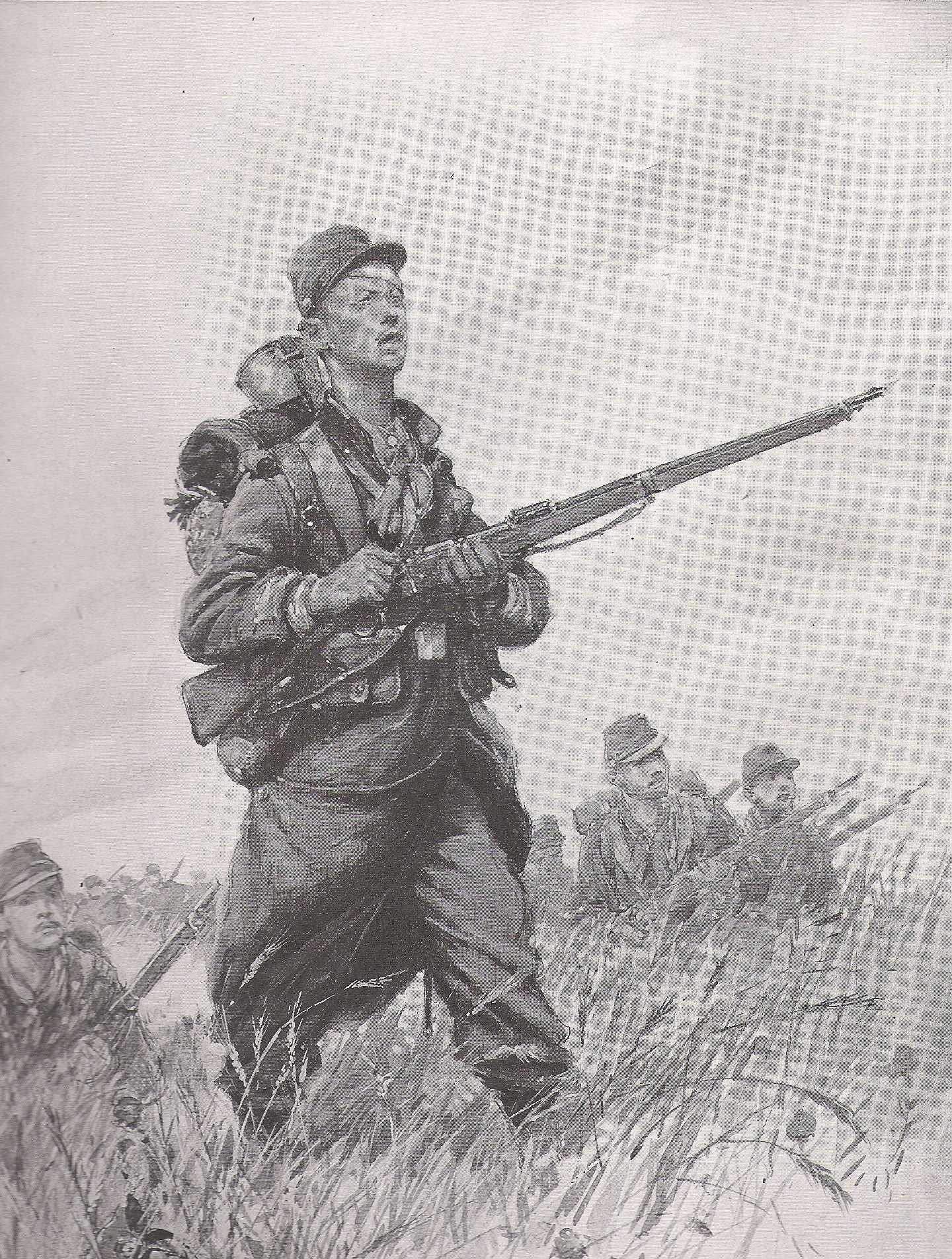
Un fantassin du 48e RI en ordre d'attaque à la bataille de Guise.

#### 1915
- Bataille de Chantecler.
- Le Labyrinthe (devant leur ténacité et les pertes qu'ils causèrent aux Allemands, ces derniers baptisèrent les soldats du 10e corps dont le 48e Bouchers du Labyrinthe).
- 12 août 1915 - janvier 1916 : Argonne

#### 1916

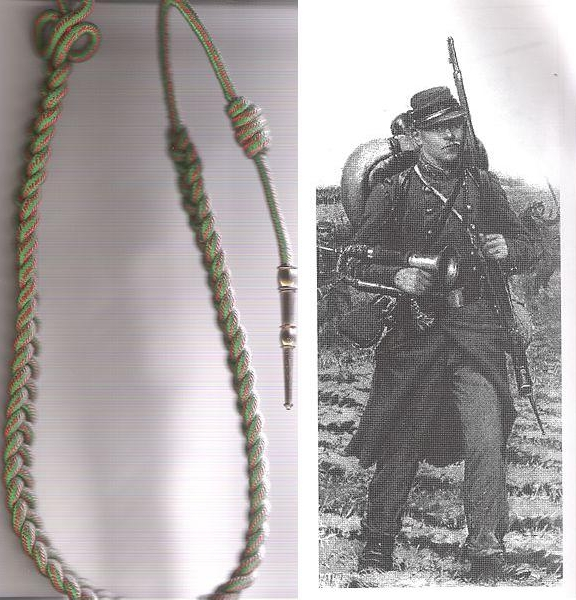
La fourragère aux couleurs du ruban de la Croix de guerre 1914-1918 accordée en 1918 et un soldat, clairon, du 48e RI durant la bataille de la Marne.

- Mars - 30 août : Verdun
- Champagne (8 septembre 1916 - 18 janvier 1917).

#### 1917
- 17 mars - 20 mars : sur la Somme
- 25 avril - 13 mai : Moronvilliers
- 10 septembre - 1er octobre : cote 344 - Verdun
- 8 octobre 1917 - 13 mars 1918 : les hauts de Meuse

#### 1918
- 27 mai 1918 : Seconde bataille de la Marne, bataille de l'Aisne
- 1er avril - 18 juillet : Entre l'Aisne et l'Ailette
- 18 juillet - 4 août : Contre-offensive de Longpont à la Vesle
- Septembre - octobre : Les Vosges

- Pertes:
- 2 114 hommes

#### Le courage de deux officiers du48eRI en 1914-1918
- Capitaine Brébant très vigoureux, énergique, brave, ayant fait toute la campagne.

Commandant de haute valeur de la 3e compagnie, perpétuellement au contact de l'ennemi pendant huit jours de bataille a réussi à plusieurs reprises dans des conditions difficiles à rompre le combat sans laisser un homme même blessé aux mains de l'ennemi. Il s'est distingué plus récemment par son entrain à la tête de sa compagnie qui a fait une centaine de prisonniers, une blessure deux citations. Cet officier fut blessé grièvement le 16 juin 1915 d'un éclat d'obus, puis brûlé par l'ypérite au Bois de la tuilerie le 31 juillet 1918 lors de l'attaque du Bois du Plessier. Au cours des opérations du 30 mai au 15 juin 1918, n'a cessé de se dépenser sans compter. Toujours sur la brèche, de jour comme de nuit communiquant à tous son énergie, exaltant le moral de ses hommes, faisant lui-même le coup de feu. Il a été un bel exemple pour sa compagnie qui, malgré de dures fatigues, a fourni un effort extraordinaire et causé à l'ennemi des pertes élevées.
- Commandant Paul Adolphe Champel.

Il est né à Agon  en 1866. Le 4 mai 1917, il est à la tête du 1er bataillon lors de l'assaut du Mont Cornillet, à l'est de Reims ; blessé et fait prisonnier, il est soigné dans l'ouvrage allemand creusé dans le mont. Il est tué dans l'explosion de l'obus français de 400 mm qui anéantit l'ensemble du personnel des galeries souterraines allemandes le 20 mai 1917. Son corps, retrouvé en 1974 dans l'infirmerie de la forteresse, a été inhumé dans l'ossuaire no 16 du cimetière franco-allemand de Warmeriville.

### Entre-deux-guerres1919-1939
- À l'issue de la Première Guerre mondiale, le 48e régiment d'infanterie vient tenir garnison à Guingamp. Au cours de la période de l'entre-deux guerres, certains de ses éléments sont détachés à Brest, puis à Saint-Brieuc et à Landerneau.

### Seconde Guerre mondiale
- À la mobilisation de septembre 1939, le 48e régiment d'infanterie est dirigé avec le 65e RI et le 137e R.I sur la frontière dans le secteur de Sarreguemines.
- Le 48e est embarqué à destination du Pas-de-Calais direction Boulogne où il prend ses quartiers d'hiver.

Le 48e R.I est en cantonnement pour des manœuvres à Laires près de Fléchin dans le Nord. À la suite de l'offensive allemande du 10 mai 1940, le 48e est envoyé en Belgique où il doit tenir la position défensive sur la rive de l'Escaut au nord-ouest d'Anvers. Repoussé vers la France par une puissante attaque de l'ennemi, les 10e et 11e compagnie se replient le 18 mai. Les hommes se retrouvent en gare de Berguette, les trains militaires sont prioritaires. Malgré cela 1 500 hommes sont bloqués du fait de puissants bombardements. Le 22 mai à 17h, un officier d'état-major donne aux deux bataillons bretons l'ordre de rejoindre Boulogne urgemment afin d'éviter d'être encerclé. Les soldats harassés et mal nourris depuis le 18 mai doivent parcourir 65 km pour rejoindre leur but. Pour cela ils doivent utiliser les voies secondaires car les chasseurs Stukas mitraillent les populations sur les routes principales, empêchant les véhicules de circuler. L'itinéraire prévu était le suivant: Berguette, Lambres sur Aire, Witternesse, Blessy, Desvres et Boulogne. De ce port, certains stratéges espèraient faire embarquer les troupes par bateaux.
Le 3e bataillon composé d'environ 700 hommes se mit en ordre de marche. Auparavant, il avait été réquisitionné sur place 18 chevaux pour transporter le matériel et les munitions. La 10e compagnie (290 soldats) ouvrit la route, suivie par la 11e et la 9e Cie en arrière-garde. Vers 22h, le régiment entendit des explosions à Aire sur la Lys. En arrivant aux abords de Blessy vers 2h du matin ce 23 mai 1940, les soldats bretons apprennent par les habitants que la commune est occupée depuis quelques heures par un important détachement allemand. Il s'agit de la fameuse division S.S "Das Reich". Cette troupe cantonnait pour la nuit en attendant de reprendre le lendemain son funeste objectif. Le capitaine de la 10ème Cie après consultation de son commandement, bien conscient que son unité était en infériorité aussi bien en hommes et en matériel prend malgré tout la décision très risquée de l'attaque.
Tout d'abord la garnison allemande fut surprise en plein sommeil par la vigueur de l'assaut, mais elle se ressaisit vite en faisant appel à des renforts. Bientôt les courageux bretons furent encerclés puis submergés par des forces puissamment armées. Vers 4h 15 à l'aube le 48e R.I dut cesser le combat se trouvant à court de munitions. Ivres de rage, les S.S abattirent sans motif apparent deux prisonniers et un officier nazi acheva froidement les blessés pour que ces prisonniers ne retardent pas leur progression. Nous avions affaire à des fanatiques nazis, avec l'armée régulière, la Wehrmacht, ces faits n'auraient pas eu lieu. Le bilan des combats était lourd pour la 10e compagnie, on releva 78 morts.. Du côté des nazis, il y eut également des pertes importantes mais le bilan des morts ne fut pas connu. Le capitaine commandant les troupes françaises fut capturé et interrogé. Comme les survivants de la bataille, il prit le chemin vers une longue captivité. 
Le soldat Joseph Marie Le Roux de Mellionnec(22) qui faisait partie de la 10e Compagnie et 5 de ses camarades étaient natifs de la même zone du Kalon Kreiz Breizh. Cette partie des anciennes Côtes du Nord avait déjà payé un fort tribut en hommes durant le précédent conflit. 
Le 24 mai, la population eut l'ordre de ne pas sortir des maisons. Le 25, tous les hommes furent réquisitionnés pour enterrer les malheureux soldats. Les victimes, se virent honorés à titre posthume de la Croix de Guerre aux couleurs de Vichy.
Pendant sept années, les habitants prirent particulièrement soin des tombes. Ces personnes dont Marie Hubert étaient en contact avec les proches des disparus. En 1948, les familles des victimes eurent l'autorisation de rapatrier les corps des soldats en Bretagne. Néanmoins les proches de cinq victimes des combats demandèrent à ce que les dépouilles de leur défunt demeurent au petit cimetière de Blessy. Juste pour ne pas oublier les sacrifices de ces valeureux soldats.
À la même date du 23 mai 1940 à Witternesse, 13 soldats du 48e R.I perdirent également la vie. Le soldat François Louis Hellegouarc'h natif de Meslan en Morbihan figurait parmi les victimes.
orange.fr/memoiresdepierre/alphabetnew/b/blessy.html pagesperso-orange.fr] (lien).
Sources: Patrimoine de Guingamp et archives familiales famille Le Roux de Mellionnec.

### Depuis 1945
- Le 48e RI est reformé par décision ministérielle le 13 février 1945, constitué par trois bataillons de sécurité d'origine FFI de la 22e région militaire[1].
- Mai 1945 stationné à Paris
- Juin 1945 à Chauny
- Villefranche-sur-Cher
- Guerre d'Algérie: formé le 1er avril 1956 par changement de dénomination du 42e bataillon de tirailleurs algériens stationné en Afrique du Nord.
- Campagne : Algérie 1956-1958, Béni, Ouazzane, Eugène-Étienne, Pont de l'Isser, Tlemcen, Snoussi, Lavayssière, Négrier, Montagnac, Ras Arfour.
- Dissous le 1er février 1958. En tout, le régiment participera à 22 mois de campagne, 7 tués au combat.
- "Ordre du jour no  8" le général de division Henri Berthon commandant la 12e division d’infanterie et la zone de l'ouest Oranais. « Le 48e bataillon d’infanterie participant aux opérations dans divers secteurs, assurant la protection des personnes et des biens dans une région sensible, ce bataillon a rempli les diverses missions qui lui étaient confiés avec brio. Élevant nos pieuses pensées vers ceux qui sont tombés, saluant respectueusement le sacrifice de ceux qui restent meurtris dans leur chair, nous adressons au 48e bataillon d'infanterie, à ses cadres, à ses hommes, le souvenir affectueux et fraternel de ses camarades de combat. Les honneurs à nos morts. »
- De 1971 à 1998, il sera  régiment de réserve  prévu en mobilisation et pratiquant l'auto-instruction, stationné à Guingamp.
- le 12 juin 1998 dissolution du 48e, le drapeau sera roulé devant le régiment rassemblé par le chef de bataillon le lieutenant-colonel Dubois J. P.

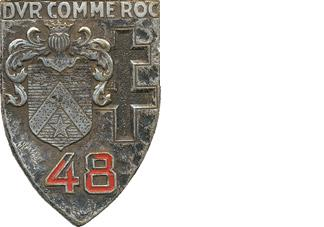
Insigne régimentaire du 48e RI.
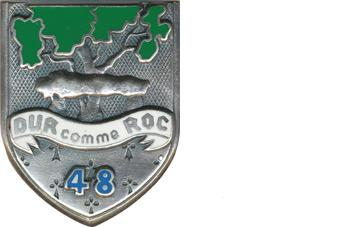
Insigne régimentaire du 48e Régiment Interarme Divisionnaire (RIAD), DUR comme ROC.

## Faits d’armes notoires
- Ham sur Sambre - Bataille de Guise - Bataille de la Marne - (montmirail, Champaubert) - Reims - bataille de la Somme- Artois - Arras - Chanteclerc - Le Labyrinthe - Argonne - Verdun - Le mort-Homme - champagne - Saint-Hillaire-le-grand - Mailly - Ham - Le Mont Cornillet - Moronvilliers - Les Eparges - L'Aisne et La Marne (1918)[3].

## Inscriptions portées sur le drapeau du régiment
Il porte, cousues en lettres d'or dans ses plis, les inscriptions suivantes :
- Hohenlinden 1800
- Austerlitz 1805
- Auerstaedt 1806
- Isly 1844
- Verdun 1916
- L'Aisne 1918
- la Marne 1918

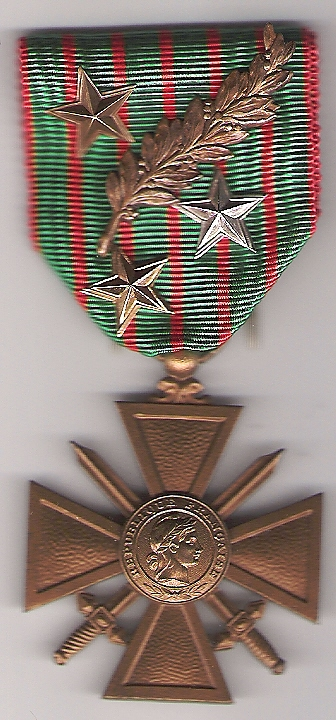
La croix de guerre 1914 1918 avec 4 citations (appartenant au capitaine Brébant)
- 1 palme de bronze
- 1 étoile de vermeil
- 1 étoile d'argent
et
1 étoile de bronze.

- Récompenses obtenues au 48e régiment d'infanterie :
  - Officiers de la légion d'honneur : 5
  - Chevaliers de la légion d'honneur : 19
  - Médaille militaire : 283
  - Citations à l'Ordre de l'Armée : 93
  - Citations à l'Ordre du corps d'Armée : 147
  - Citations à l'Ordre de la Division : 360
  - Citations à l'Ordre de la Brigade : 680
  - Citations à l'Ordre du Régiment : 1947
- Décorations étrangères :
  - Belges : 10
  - Russes : 6
  - Anglaises : 4
  - Serbes : 2
  - Italiennes : 1.

## Insigne
Son insigne est constitué d'un écu d'argent à la champagne semée d'hermine avec le nombre 48. Au-dessus, sur une banderole d'émail blanc, est inscrite sa devise. La partie supérieure, un dolmen d'argent soutenant un chêne feuille de sinople (en abîme brodant le tronc du chêne).

## Décorations
- Le 48e régiment d'infanterie, deux fois cité à l'ordre de l'Armée, fut décoré de la Croix de guerre 1914-1918 avec deux palmes, reçut la fourragère aux couleurs du ruban de la Croix de guerre 1914-1918 le 29 août 1918.

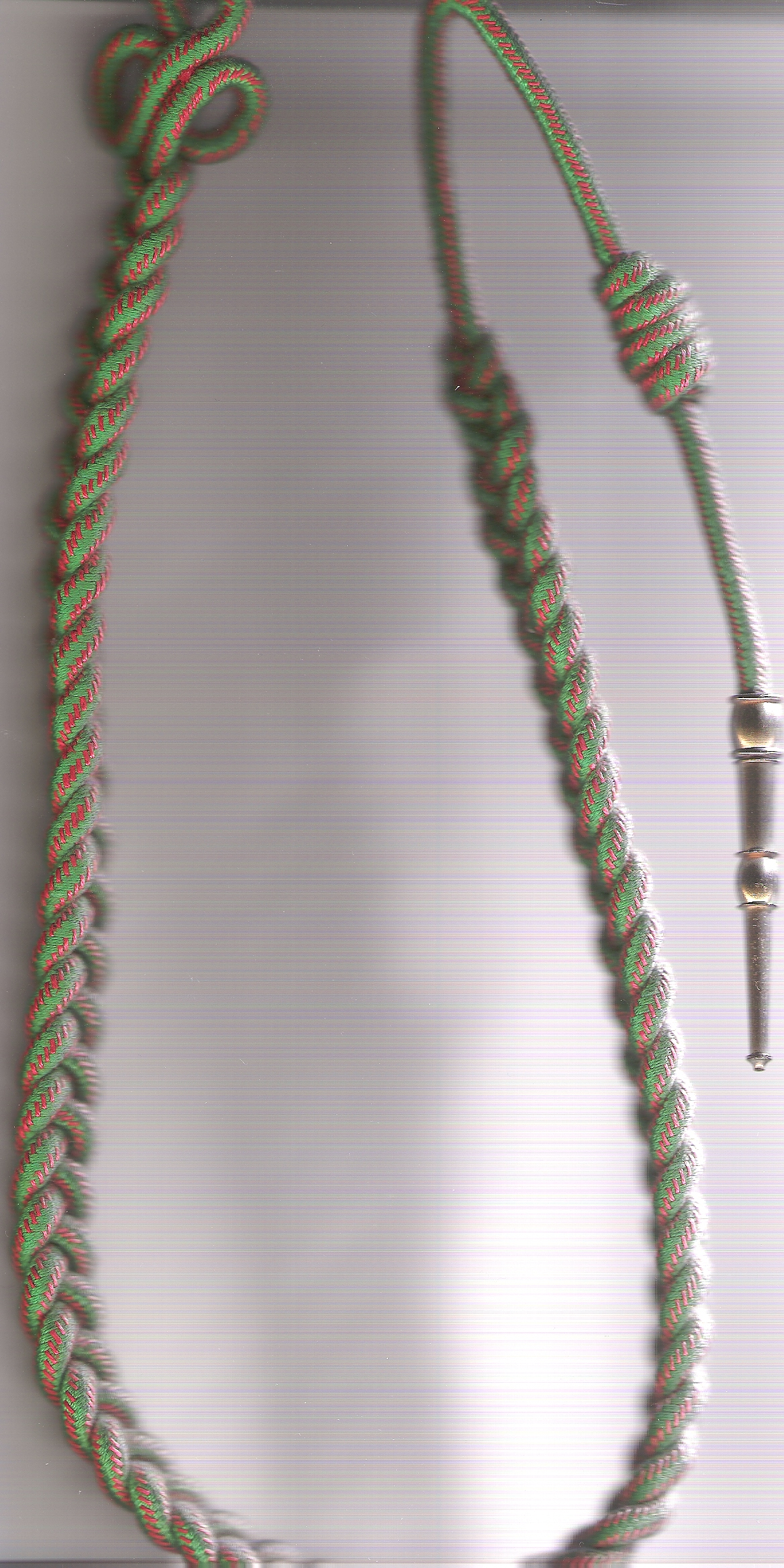
Fourragère aux couleurs du ruban de la croix de guerre 1914 - 1918 décernée au 48e RI.
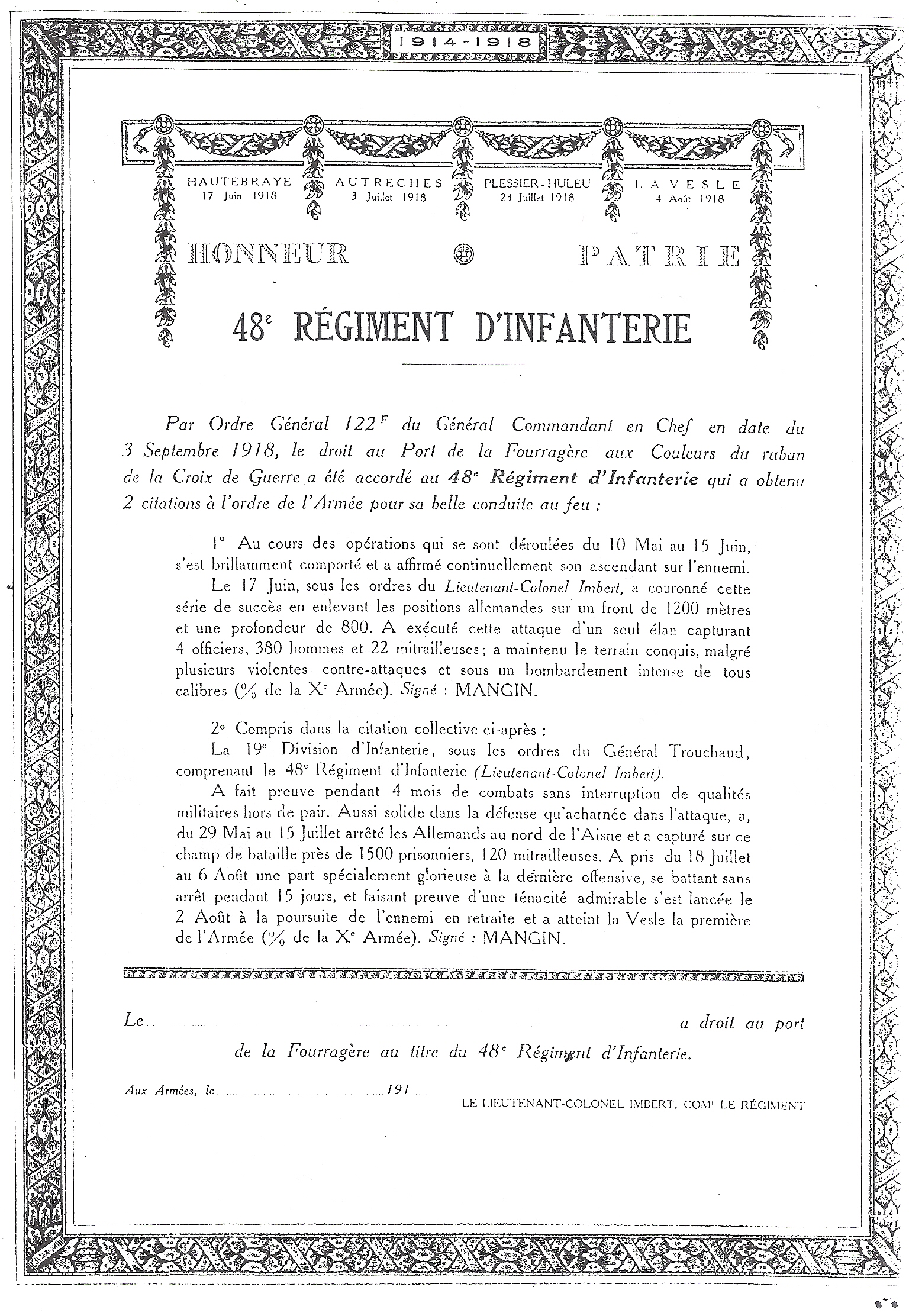
Le droit au port de la Fourragère aux couleurs du ruban de la croix de guerre 1914 - 1918. Signé général Mangin.
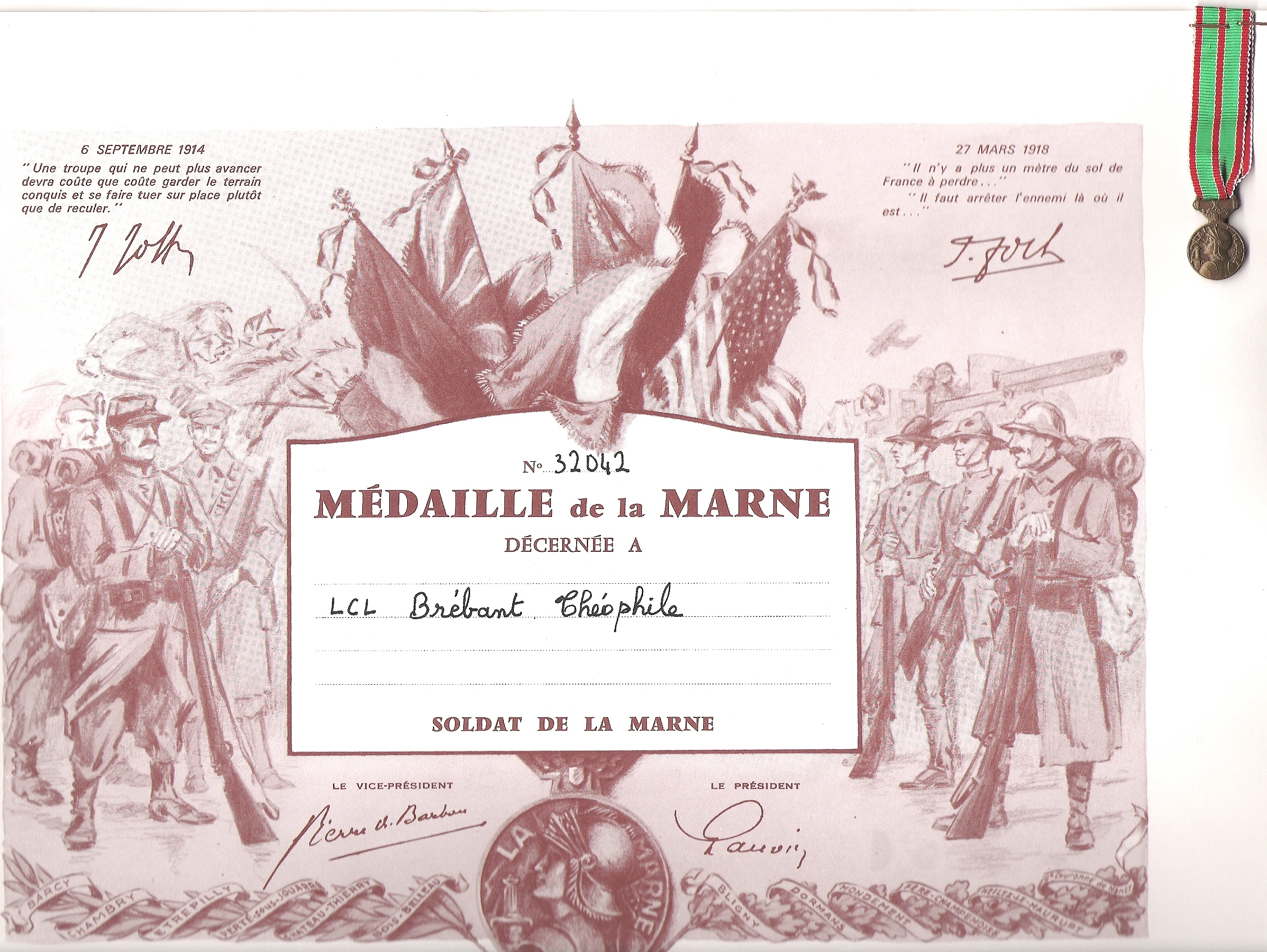
Diplôme décerné au lieutenant Brébant du 48e RI (1re bataille de la Marne 1914).
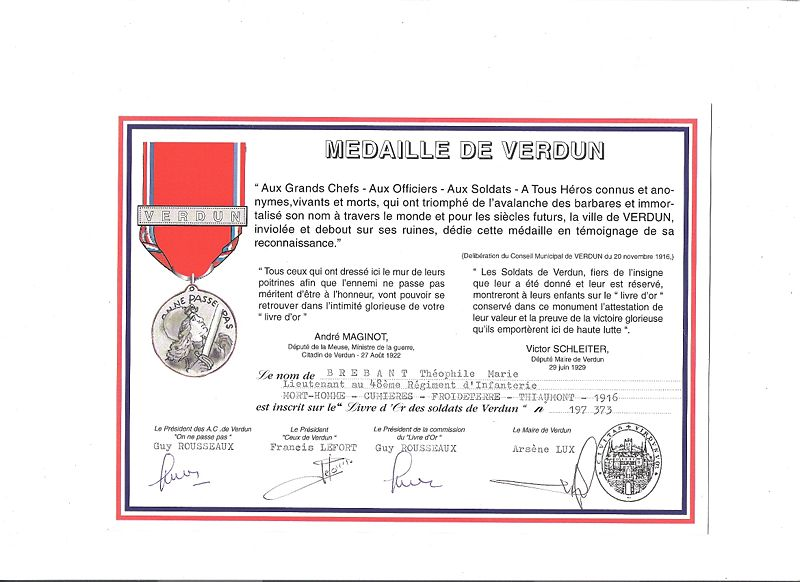
Diplôme décerné au lieutenant Brébant du 48e RI (Verdun 1916).

## Personnages célèbres ayant servi au régiment

### Régiment d’Artois
- Étienne d'Hastrel (1766-1846), général d'Empire, sous-lieutenant au régiment d’Artois le 11 septembre 1781.
- Dominique Martin Dupuy (1767-1798), général de la Révolution, engagé comme simple soldat au régiment d'Artois en 1783[17].
- Charles Étienne Gudin de La Sablonnière (1768-1812), général d'Empire, sous-lieutenant au régiment d’Artois en 1784.
- Joseph François Fririon (1771-1849), général de l'Empire et de la Seconde Restauration, entré comme simple volontaire au régiment d'Artois en 1791[18].

### 48erégimentd'infanterie
Edme Étienne Borne Desfourneaux (1767-1849), général de la Révolution, colonel du 48e régiment d'infanterie en 1793.

### 48erégimentd'infanterie de ligne
- Pierre Jules Amadieu, chef de bataillon en 1854.
- Henry Maury (1763-1813), général d'Empire, major au 48e régiment d'infanterie de ligne en 1808[20].
- Maximilien Luce (1858-1941), peintre et graveur, incorporé en 1879[21].
- Franck Antoine Bail (1858-1924), peintre[21].
- Alexandre Millerand (1859-1943), président de la République de 1920 à 1924[21].

## Sources et bibliographie
- Bibliographie fournie par le musée du château de Vincennes.
- Ouvrage et bibliographie fournie par le lieutenant-colonel Jean-Paul Dubois, ancien chef de bataillon du 48e RI en 1998.
- Bibliographie fournie par l'association de recherches et d'études sur la vie des Bretons dans la Grande Guerre, président monsieur Prigent.j (association bretagne 1914-1918)
- Louis Susane, Histoire de l'ancienne infanterie française, tome 5, Volumes 1 à 8, J. Corréard, Paris, 1871, p. 260 à 290
- Victor Belhomme, Histoire de l'infanterie en France, t. 5, Henri Charles-Lavauzelle, 1902 (lire en ligne).